# Contact (chanson)
Pour les articles homonymes, voir Contact.
Pistes de Random Access Memories
Doin' It Right
(12)
Contact est une chanson du duo de musique électronique français Daft Punk. Il s'agit de la treizième et dernière piste de l'album Random Access Memories, publié le 17 mai 2013 par Columbia Records. Le titre est produit et écrit par le duo, en collaboration avec DJ Falcon. Daryl Braithwaite (en), Tony Mitchell (en) et Garth Porter (en) du groupe de rock australien The Sherbs sont également crédités en tant que compositeurs, puisque Contact contient un sample de leur chanson We Ride Tonight (en). Le morceau contient également des enregistrements de la mission Apollo 17.

## Contexte et production
Contact a été produit par Daft Punk et DJ Falcon : ce dernier avait déjà collaboré avec Thomas Bangalter, formant avec le duo Together. Le sample principal du morceau, extrait de la chanson We Ride Tonight (en) des Sherbs, avait déjà été utilisé par les deux DJ lors d'un DJ set de Together en 2002. Le membre des Sherbs Daryl Braithwaite (en) a été informé de l'utilisation du sample avant la sortie de la chanson : celui-ci a demandé que deux autres membres du groupe, Tony Mitchell (en) et Garth Porter (en), soient crédités en tant que compositeurs, de manière que les deux artistes puissent également toucher les redevances.
Selon le magazine Q, Contact contient en plus de ce sample des riffs orchestraux et d'autres émanant de synthétiseurs.
Alors que Daft Punk et DJ Falcon étaient toujours en train de travailler sur le morceau, ce dernier trouvait que le morceau manquait de quelque chose semblable à un compte à rebours. Les trois musiciens ont alors contacté la NASA, qui leur a accordé l'accès aux enregistrements de toutes leurs missions (en). Parmi tous les enregistrements, celui qui a été choisi provient de l'enregistrement de la mission Apollo 17, dans lequel l'astronaute Eugene Cernan décrit un objet scintillant depuis la fenêtre de sa capsule,. Le choix de cet extrait s'explique par la volonté de Bangalter de prendre la voix de Cernan, dernier homme ayant quitté la Lune lors de la dernière mission Apollo, afin de conclure l'album.
Falcon a noté que lors de la lecture de la version finale de Contact, les haut-parleurs du studio avaient explosé à cause des sons stridents de la fin du morceau ; il comparera l'effet à la fin d'un concert de rock, où les guitares sont jetées au sol (en). New Musical Express interprètera le son comme étant « pas si différent de celui d'une gigantesque pyramide s'envolant vers l'espace », en référence à la tournée Alive 2006/2007 du groupe.

## Musiciens
Les crédits proviennent des notes d'accompagnement de l'album.
- Daft Punk : synthétiseur modulaire
- DJ Falcon : synthétiseur modulaire
- James Genus (en) : guitare basse
- Omar Hakim : batterie

## Classements
| Classement (2013)                 | Meilleure position |
| --------------------------------- | ------------------ |
| Billboard (Dance/Electronic (en)) | 24                 |
| SNEP                              | 46                 |

| Classement (2013)                 | Position |
| --------------------------------- | -------- |
| Billboard (Dance/Electronic (en)) | 68       |